# Sheila Maurice-Grey

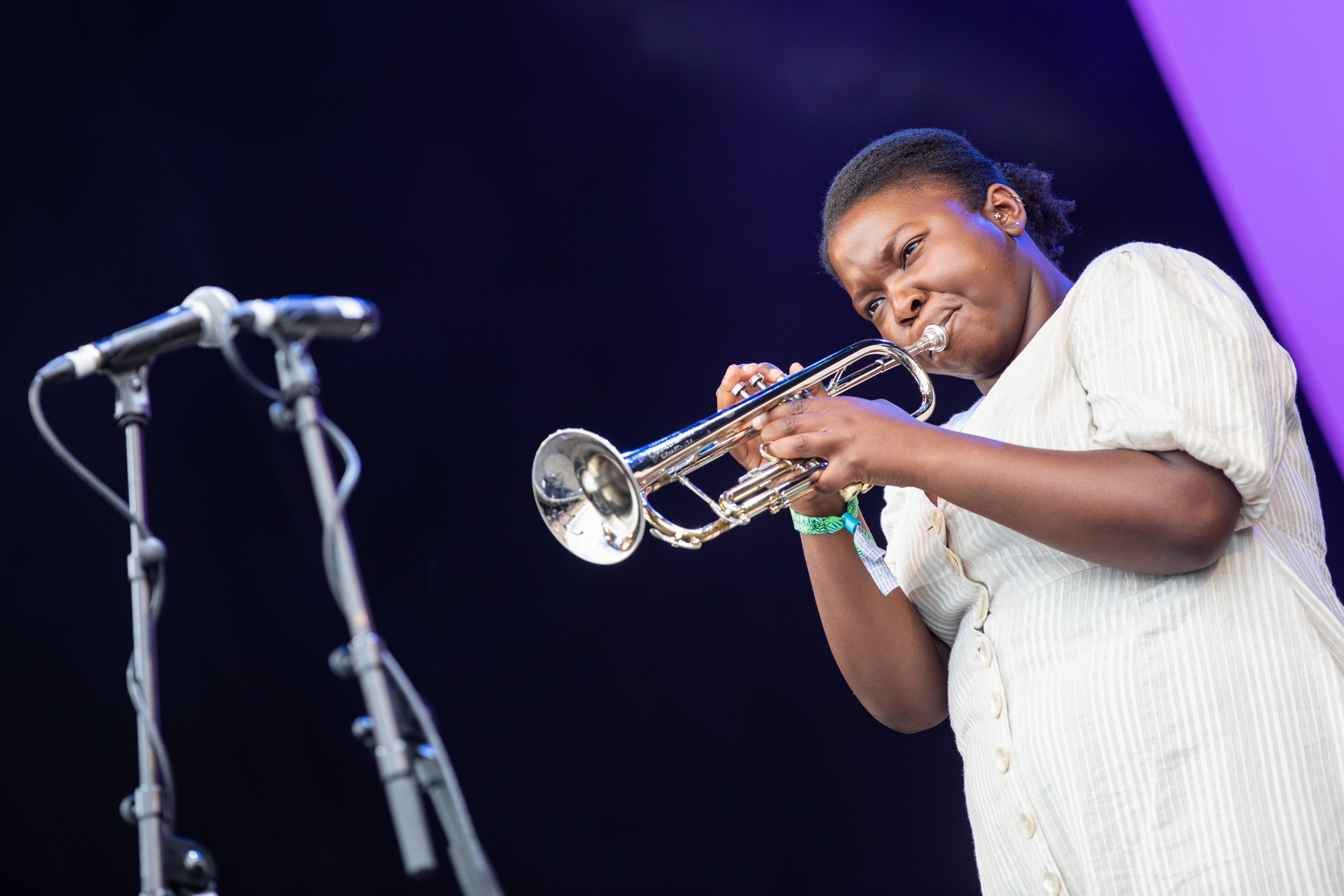
Sheila Maurice-Grey (2019)

Sheila Maurice-Grey (* um 1991 in London) ist eine britische Jazzmusikerin (Trompete, Gesang, Komposition) und bildende Künstlerin, die auch als Ms Maurice auftritt.

## Leben und Wirken
Maurice-Grey wuchs in Vauxhall im Südwesten Londons auf; ihre Mutter stammt aus Sierra Leone, ihr Vater aus Guinea-Bissau und ihr Stiefvater aus Südafrika und Simbabwe. Sie wurde von dem Musiklehrer Mat Fox, der das Jugendprojekt Kinetika Bloco im Stil eines karibischen Karnevalsblocks leitete, dazu ermutigt, dort Trompete zu lernen. Im Alter von 14 Jahren wurde sie auf diese Weise mit der Musik von Abdullah Ibrahim und Fela Kuti vertraut. Mit 18 Jahren spielte sie bei den Tomorrow’s Warriors und nahm Trompetenunterricht bei Abram Wilson. Nachdem sie zunächst bildende Kunst studiert hatte, studierte sie bis 2014 Trompete am Trinity Laban Conservatoire of Music and Dance.
Maurice-Grey organisierte sich im Septett Nérija, das für den Jazz FM Breakthrough Act 2016 nominiert wurde und bei den Parliamentary Jazz Awards 2017 als „Newcomer“ ausgezeichnet wurde. Sie ist auf dessen gleichnamiger EP und dem Album Blume zu hören. Mit der von ihr gegründeten Afrobeat-Band Kokoroko spielte sie mit Schlagzeuger Onome Edgeworth die gleichnamige EP (2019) ein. Kokoroko wurde als „Jazzensemble des Jahres“ bei den Parliamentary Jazz Awards 2021 ausgezeichnet. 2022 folgte das erste Album der Band, Could We Be More. Als Mischung aus Jazz, Afrobeat, Afrobeats, Highlife, karibischer Musik und psychedelischem Funk und Soul verbinde Could We Be More die Punkte zwischen einer Vielzahl von Epochen und Regionen und Musikstilen, die von der afrikanischen Diaspora beeinflusst und von ihr abgeleitet wurden, schrieb Andrew Sacher (Brooklyn vegan).
Mit dem SEED Ensemble um die Saxophonistin Cassie Kinoshi veröffentlichte Maurice-Grey das Album Driftglass, das 2019 für den Mercury Prize nominiert wurde. Weiterhin trat sie mit Solange und mit Kano in der Jools Holland Show und beim Mercury Prize 2016 auf und ist an Little Simz’s Album Stillness in Wonderland beteiligt. Sie ist weiterhin auf Alben von Yazz Ahmed, Nubya Garcia, dem Ezra Collective, Nala Sinephro und Sarah Tandy zu hören.